# Gare de Dinant
Pour l’article ayant un titre homophone, voir Gare de Dinan.
La gare de Dinant est une gare ferroviaire belge de la ligne 154, de Namur à Dinant, située sur le territoire de la ville de Dinant, province de Namur en Région wallonne.
Elle est mise en service en 1862 par la Compagnie du Nord - Belge, puis est cogérée par les chemins de fer de l'État belge en 1892. C'est une gare de la Société nationale des chemins de fer belges (SNCB) desservie par des trains InterCity (IC), Omnibus (L), d'Heure de pointe (P) et Touristiques (T).

## Situation ferroviaire
Établie à 107 m d'altitude, la gare de Dinant est située au point kilométrique (PK) 28,00 de la ligne 154, de Namur à Dinant, entre les gares ouvertes de Yvoir et d'Anseremme, première gare ouverte de la ligne 166, de (Dinant) Y Neffe à Bertrix.

## Histoire

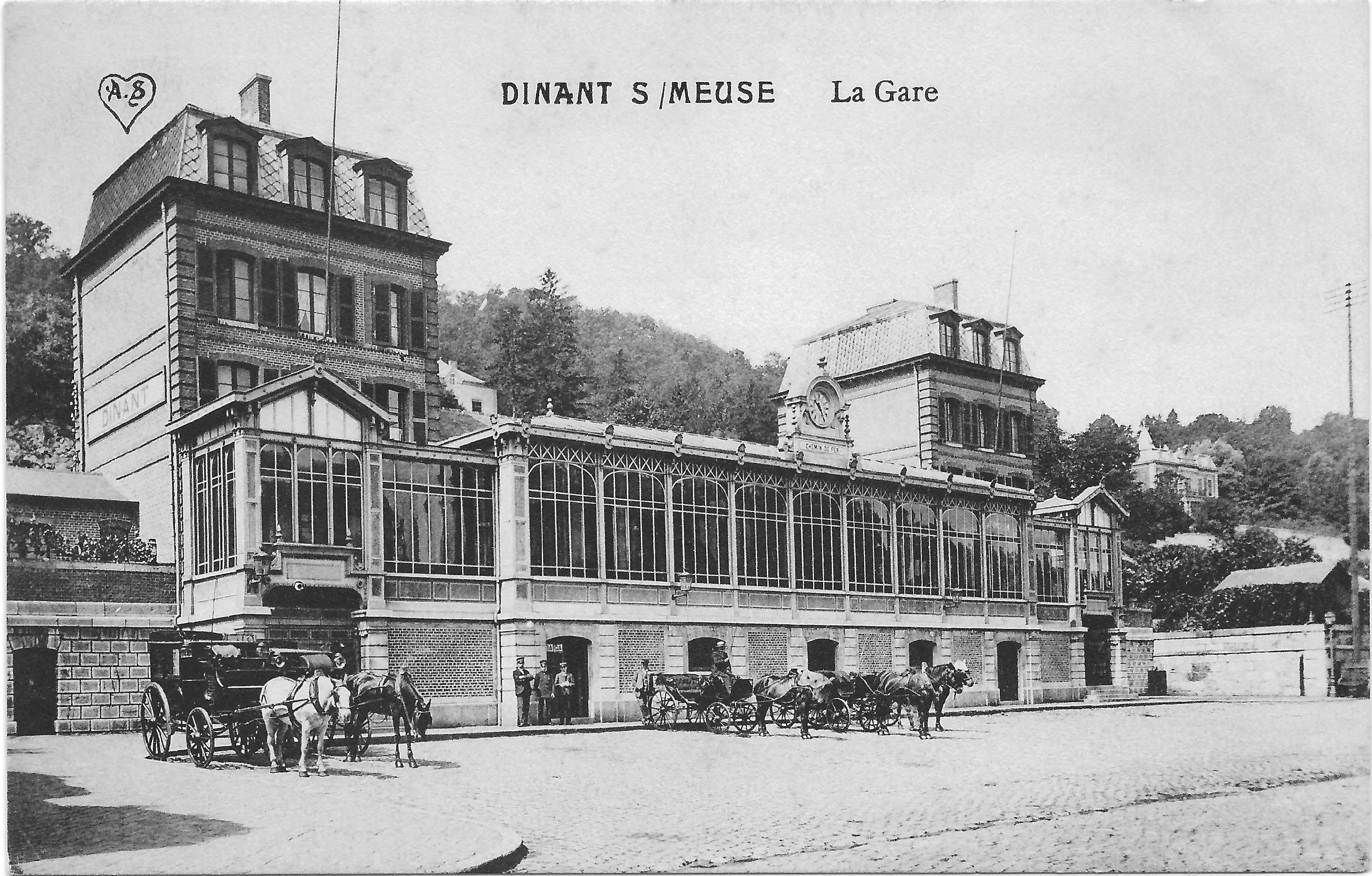
L'ancien bâtiment de la gare.

La station de Dinant est mise en service le 5 février 1862 par la Compagnie du Nord - Belge, lorsqu'elle ouvre à l'exploitation la section de Namur à Dinant. Le prolongement de la ligne jusqu'à la frontière entre la Belgique et la France et la gare de Givet le 5 février 1863.
En 1864, Dinant est la sixième station de la ligne qui rejoint la frontière et Givet en France. Elle dessert la ville de Dinant, qui compte 6 530 habitants, à 28 kilomètres de Namur et 22 km de Givet. Quotidiennement il y a quatre trains pour Dinant et trois pour Givet, le temps de parcours entre Namur et Givet est d'environ 1 h 20.
L'ancien bâtiment est détruit et remplacé en 1975.
En décembre 2016, une passerelle a été montée afin de permettre le passage des quais en toute sécurité.

## Service des voyageurs

### Accueil
Gare SNCB, elle dispose d'un bâtiment voyageurs avec guichet, ouvert tous les jours. Elle est notamment équipée d'aménagements, équipements et services pour les personnes à la mobilité réduite et d'une consigne à bagages automatiques. Un buffet était installé en gare et a été repris début 2017 par un nouvel exploitant en tant que commerce de proximité et librairie.
Une passerelle avec escaliers et ascenseurs est en construction pour permettre la traversée des voies ; un passage piéton au niveau des voies est utilisé dans l'intervalle.

### Desserte
Dinant est desservie par des trains de la InterCity (IC), Omnibus (L), d'Heure de pointe (P) et Touristiques (T) de la SNCB qui effectuent des missions sur les lignes 154 et 166.

#### Semaine
La desserte comporte :
- des trains IC-17 entre Dinant et Brussels Airport-Zaventem ;
- des trains L entre Namur et Libramont ;
- un train P de Bertrix à Dinant et un train P de Bertrix à Namur, le matin.

#### Week-ends et jours fériés
La desserte est constituée de trains IC-17 en provenance de Bruxelles-Midi circulant toutes les heures et de trains L entre Namur et Libramont toutes les deux heures.
En été, il existe également des trains touristiques (T) de Dinant à Houyet pour la descente de la Lesse en kayak.

### Intermodalité
Un parc pour les vélos et un parking pour les véhicules y sont aménagés. Elle est desservie par des bus[Lesquels ?].

## Comptage voyageurs
Ce graphique et tableau montre le nombre de voyageurs embarquant en moyenne durant la semaine, le samedi et le dimanche.
| Nombre de passagers qui embarquent à la gare de Dinant | Nombre de passagers qui embarquent à la gare de Dinant | Nombre de passagers qui embarquent à la gare de Dinant | Nombre de passagers qui embarquent à la gare de Dinant |
|                                                        | Semaine                                                | Samedi                                                 | Dimanche                                               |
| ------------------------------------------------------ | ------------------------------------------------------ | ------------------------------------------------------ | ------------------------------------------------------ |
| 1977                                                   | 1 423                                                  | 549                                                    | 489                                                    |
| 1978                                                   | 1 446                                                  | 594                                                    | 427                                                    |
| 1979                                                   | 1 506                                                  | 636                                                    | 496                                                    |
| 1980                                                   | 1 370                                                  | 483                                                    | 521                                                    |
| 1981                                                   | 1 400                                                  | 518                                                    | 568                                                    |
| 1982                                                   | 1 450                                                  | 778                                                    | 571                                                    |
| 1983                                                   | 1 453                                                  | 539                                                    | 54                                                     |
| 1984                                                   | 1 662                                                  | 576                                                    | 868                                                    |
| 1985                                                   | 1 727                                                  | 710                                                    | 863                                                    |
| 1986                                                   | 1 367                                                  | 537                                                    | 641                                                    |
| 1987                                                   | 1 701                                                  | 503                                                    | 595                                                    |
| 1988                                                   | 1 474                                                  | 592                                                    | 699                                                    |
| 1989                                                   | 1 464                                                  | 567                                                    | 782                                                    |
| 1990                                                   | 1 308                                                  | 585                                                    | 757                                                    |
| 1991                                                   | 1 666                                                  | 688                                                    | 698                                                    |
| 1992                                                   | 1 553                                                  | 540                                                    | 759                                                    |
| 1993                                                   | 1 506                                                  | 772                                                    | 828                                                    |
| 1994                                                   | 1 821                                                  | 747                                                    | 838                                                    |
| 1995                                                   | 1 575                                                  | 712                                                    | 964                                                    |
| 1996                                                   | 1 515                                                  | 728                                                    | 887                                                    |
| 1997                                                   | 1 354                                                  | 740                                                    | 964                                                    |
| 1998                                                   | 2 125                                                  | 1 020                                                  | 1 093                                                  |
| 1999                                                   | 1 481                                                  | 696                                                    | 860                                                    |
| 2000                                                   | 1 458                                                  | 626                                                    | 1 000                                                  |
| 2001                                                   | 1 698                                                  | 894                                                    | 1 117                                                  |
| 2002                                                   | 1 784                                                  | 768                                                    | 1 086                                                  |
| 2003                                                   | 1 359                                                  | 1 002                                                  | 1 115                                                  |
| 2004                                                   | 1 539                                                  | 999                                                    | 956                                                    |
| 2005                                                   | 1 461                                                  | 912                                                    | 1 258                                                  |
| 2006                                                   | 1 457                                                  | 889                                                    | 914                                                    |
| 2007                                                   | 1 527                                                  | 933                                                    | 1 134                                                  |
| 2008                                                   | -                                                      | -                                                      | -                                                      |
| 2009                                                   | 1 685                                                  | 938                                                    | 1 274                                                  |
| 2010                                                   | -                                                      | -                                                      | -                                                      |
| 2011                                                   | -                                                      | -                                                      | -                                                      |
| 2012                                                   | 1 727                                                  | 1 067                                                  | 1 259                                                  |
| 2013                                                   | 2 033                                                  | 1 051                                                  | 1 101                                                  |
| 2014                                                   | 1 923                                                  | 1 189                                                  | 1 375                                                  |
| 2015                                                   | 1 409                                                  | 825                                                    | 932                                                    |
| 2016                                                   | 1 255                                                  | 672                                                    | 669                                                    |
| 2017                                                   | 1 320                                                  | 737                                                    | 860                                                    |
| 2018                                                   | 1 332                                                  | 712                                                    | 688                                                    |
| 2019                                                   | 1 107                                                  | 403                                                    | 458                                                    |
| 2020                                                   | 943                                                    | 815                                                    | 678                                                    |
| 2021                                                   | -                                                      | -                                                      | -                                                      |
| 2022                                                   | 1 504                                                  | 1 067                                                  | 1 067                                                  |
| 2021                                                   | -                                                      | -                                                      | -                                                      |
| 2022                                                   | 1 504                                                  | 1 067                                                  | 1 067                                                  |
| 2023                                                   | 1 286                                                  | 768                                                    | 823                                                    |
| 2024                                                   | 1 261                                                  | 1 080                                                  | 987                                                    |

## Photos

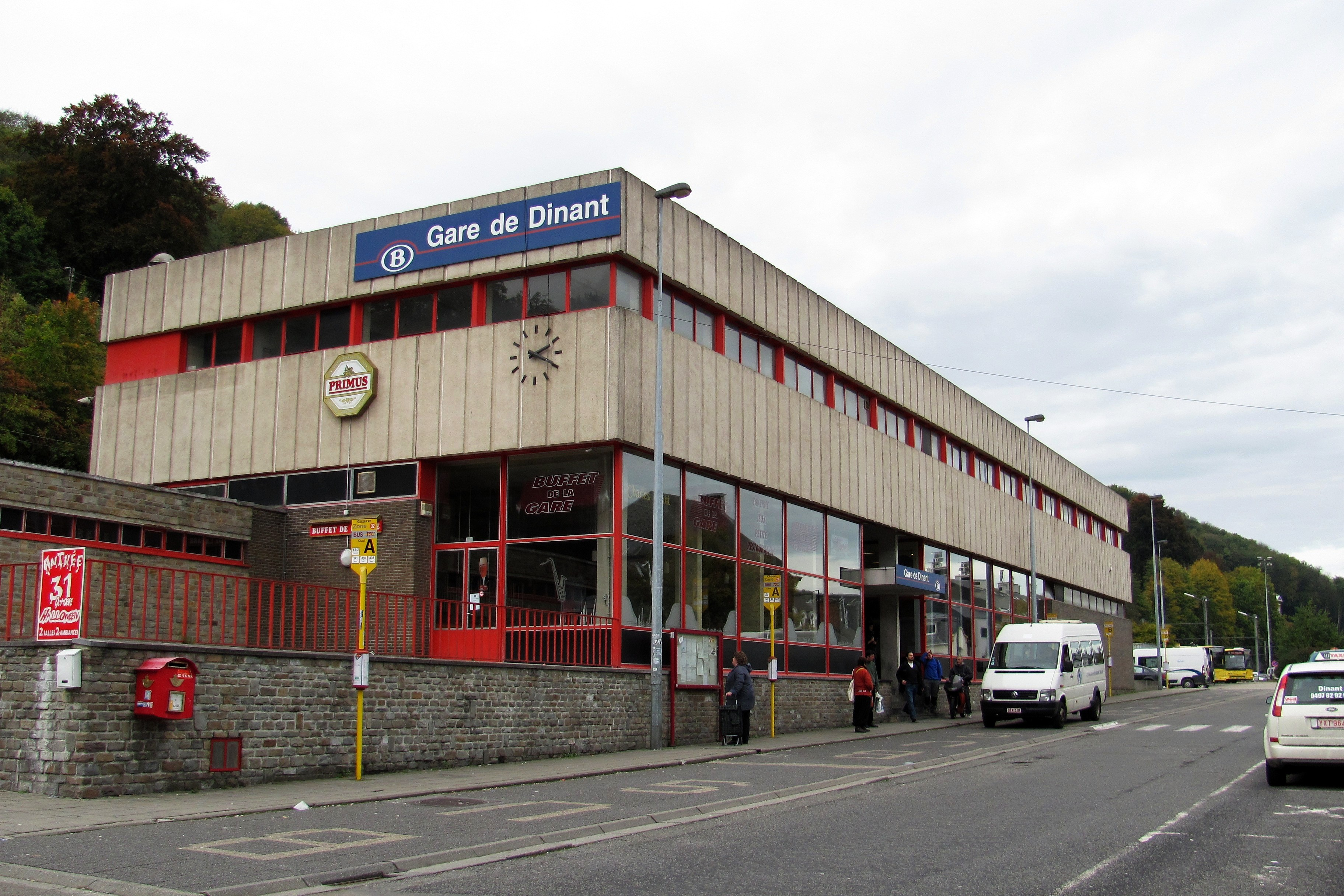
Bâtiment voyageurs.
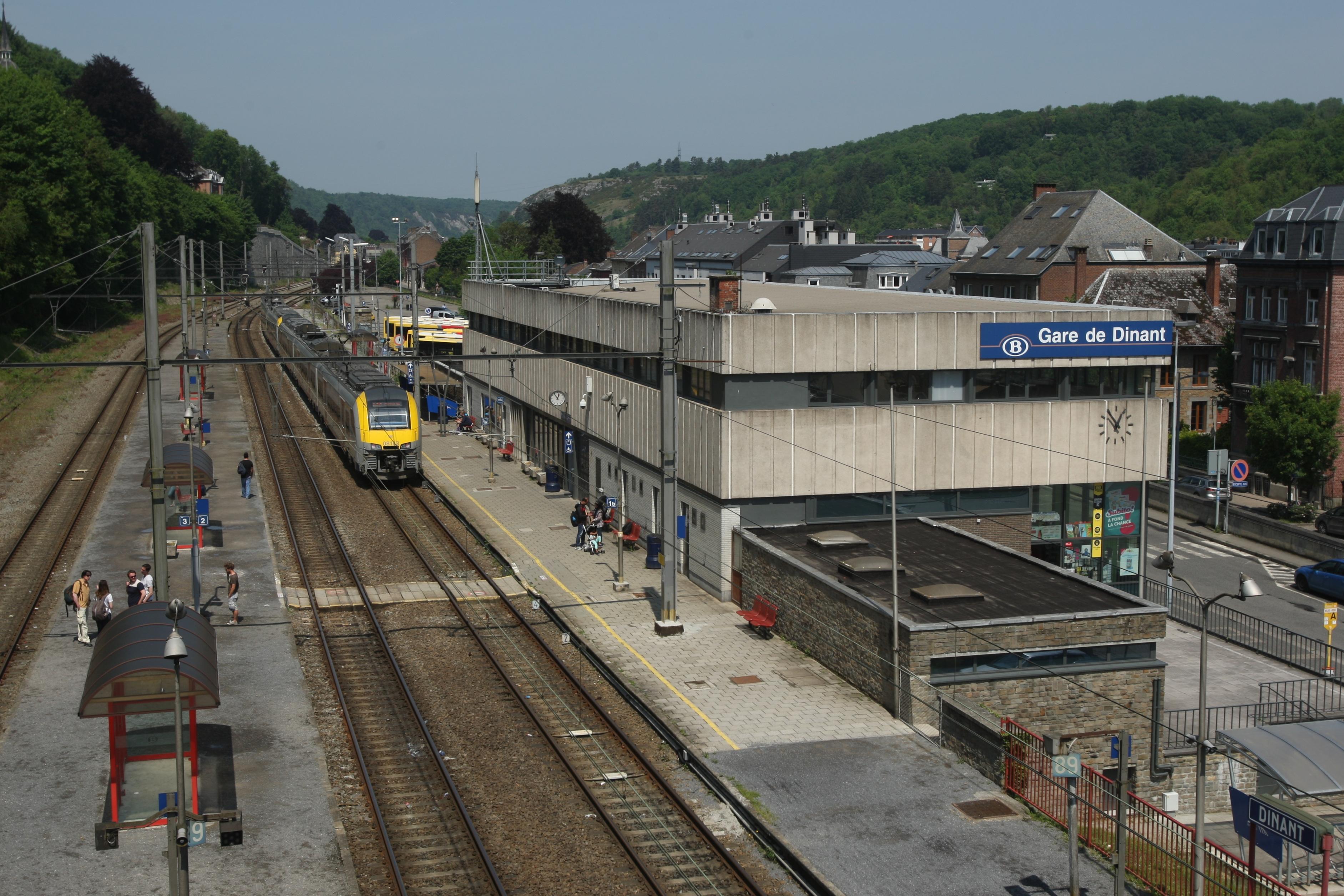
Bâtiment voyageurs vu de la passerelle.
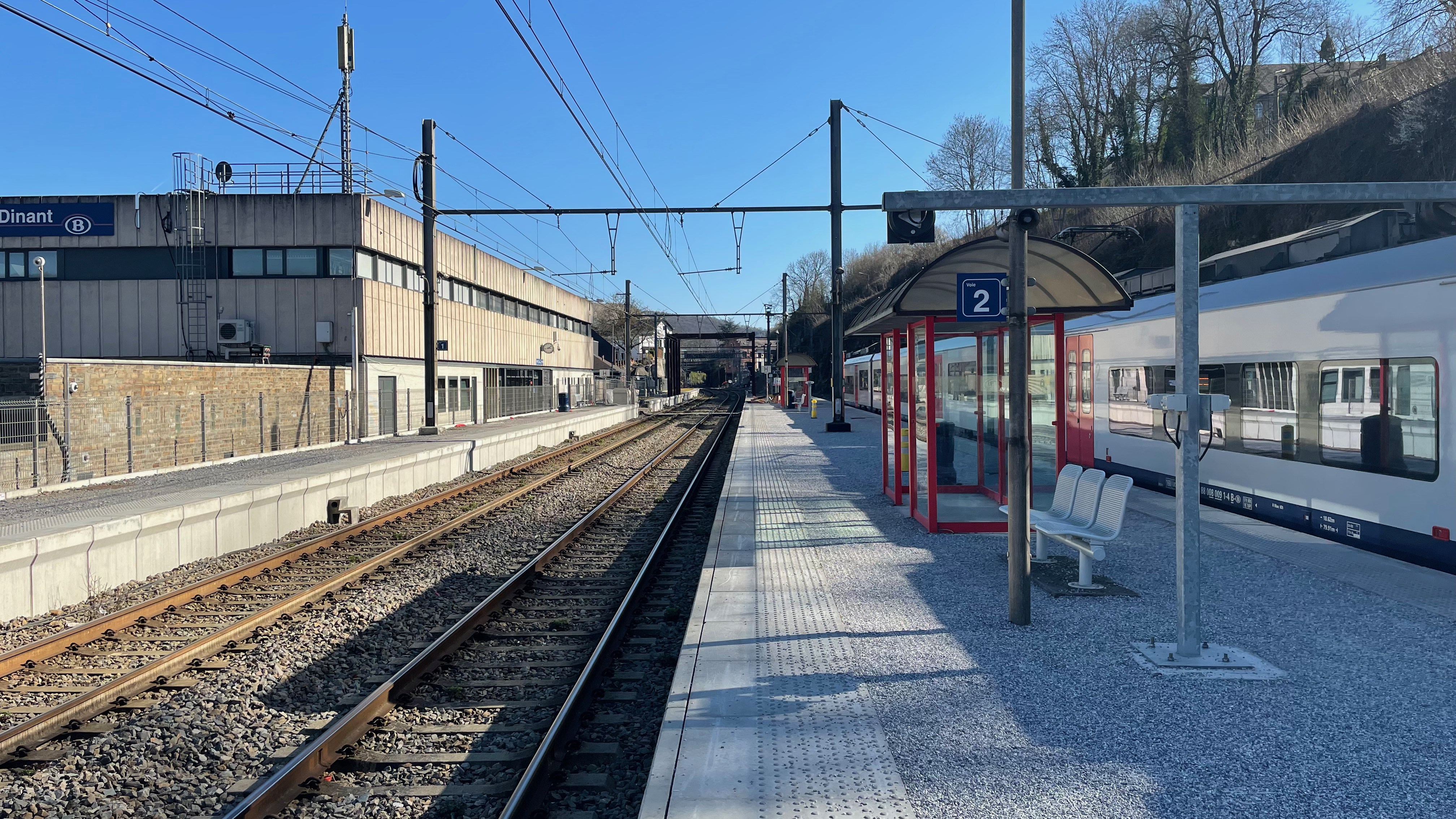
Nouveaux quais.
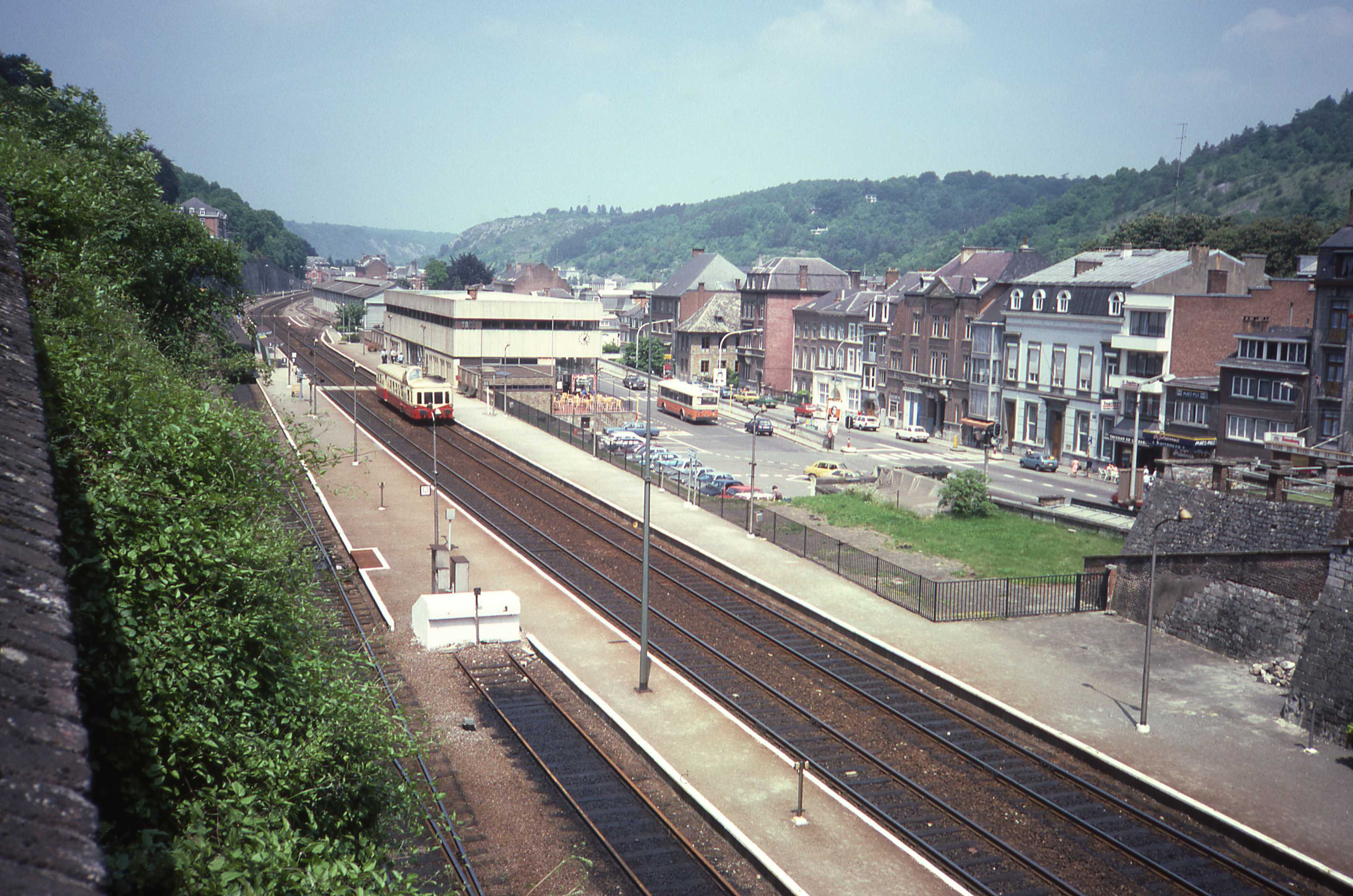
La gare en 1984, avec un autorail pour Givet.